# Sarah Schneider
Sarah Schneider (Frankenberg, 22 de enero de 1996) es una jugadora de voleibol y voleibol de playa alemana.

## Carrera

### Carrera de voleibol de salón
Comenzó a jugar voleibol a la edad de ocho años en 2004 en el TSV Frankenberg local, con quien jugó varias veces en los campeonatos juveniles de Hesse y Alemania. De 2009 a 2011, la atacante exterior jugó en la 2. Bundesliga South en TV 05 Wetter y quedó sexta en 2010.

### Carrera de voleibol de playa
Schneider ha estado jugando voleibol de playa desde 2006. La pareja estándar fue su compañera de equipo de Frankenberg, Johanna Krüger, hasta 2010, con quien se convirtió en campeona de Hesse y subcampeona varias veces en varios grupos de edad juveniles. Schneider/Krüger también participó en algunos campeonatos juveniles alemanes; el subcampeonato de Alemania Sub-18 en 2010 en Bitterfeld-Wolfen fue sobresaliente aquí. Entre 2010 y 2012, Schneider y Antonia Stautz se ubicaron entre las diez primeras en los equipos alemanes en los Campeonatos Sub-19 y Sub-20. Con Constanze Bieneck se convirtió en campeona de Alemania Sub-17 en 2011 en el lago Bostalsee. Con Lara Schreiber, Schneider comenzó en el Smart Beach Tour alemán en 2012 y 2013. Schneider/Schreiber también fueron vicecampeonas de Europa Sub-18 en Brno en 2012, ocuparon el cuarto lugar en el Campeonato Mundial Sub-19 en Oporto en 2013 y fueron campeonas alemanas Sub-19 en julio de 2013 en Kiel. Un mes después, Schneider volvió a convertirse en vicecampeona de Europa junto a Leonie Welsch en el Campeonato de Europa Sub-18 en Maladzetschna. En 2014, Schneider se convirtió en vicecampeona mundial sub-19 con Lisa Arnholdt en Oporto y ganó la medalla de bronce en los Juegos Olímpicos de la Juventud de Nankín 2014. Schneider tuvo que tomarse un descanso de la competencia en 2015 debido a una lesión en la rodilla.

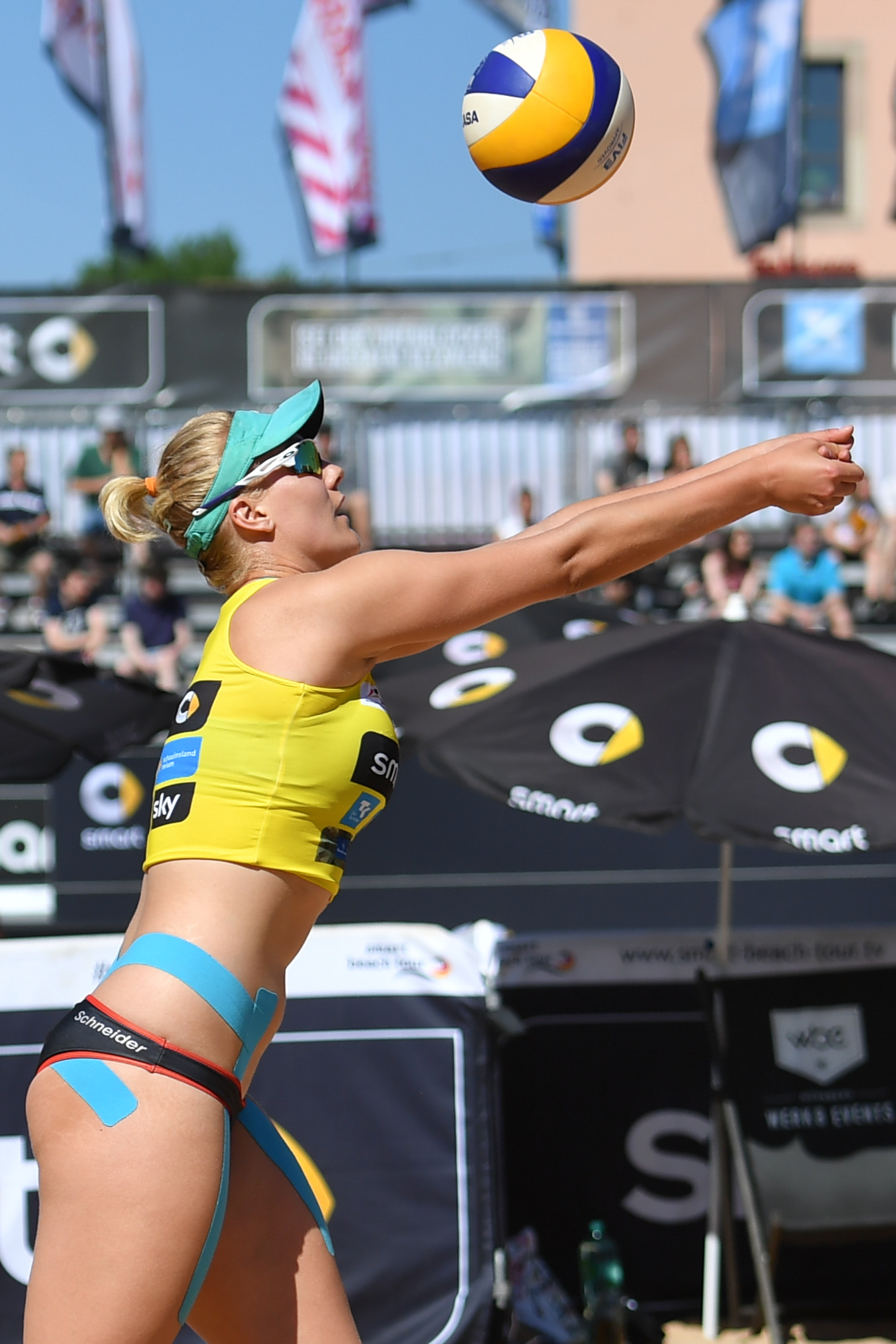
Schneider realizando un servicio durante el Smart Beach Tour de 2017.

En 2016 regresó al Smart Beach Tour con Christine Aulenbrock. También terminó novena con Lisa Arnholdt en el Campeonato Mundial Sub-21 en Lucerna. Con Sandra Ferger, Schneider logró numerosas ubicaciones entre los diez primeros en la gira nacional en 2017 y participó en el campeonato alemán en Timmendorfer Strand por primera vez. Con Arnholdt alcanzó el quinto lugar en el Torneo Satélite CEV en Bakú. En 2018, Schneider comenzó en el Circuito Mundial de Voleibol de Playa de la FIVB con Anna Behlen y ganó el torneo de 2 estrellas en Nom Pen. También ganó el torneo de 1 estrella en Alanya junto a Viktoria Seeber. En el Techniker Beach Tour nacional, Behlen/Schneider ganó los torneos en Leipzig y Zinnowitz y ocupó el quinto lugar en el Campeonato Alemán en Timmendorfer Strand.
Schneider jugó junto con Leonie Körtzinger desde 2019. Además de muchos torneos nacionales e internacionales, los dos también jugaron el Campeonato Mundial de Vóley Playa de 2019 en Hamburgo, donde terminaron en el puesto 17. Terminaron novenas en el campeonato alemán. Desde 2020, son el equipo de perspectiva oficial para el voleibol de playa de la Federación Alemana de Voleibol. En junio/julio de 2020 participaron en la Beach-Liga y terminaron terceras. En el Campeonato de Alemania 2020 volvieron a alcanzar el noveno puesto. Debido a resultados promedio tanto a nivel nacional como internacional, se separaron en junio de 2021. Con Svenja Müller jugó las eliminatorias para Timmendorfer Strand en Stuttgart y ganó el segundo torneo.
En 2022, Schneider volvió a jugar con su expareja Anna Behlen, con quien ganó el torneo «Rock the Beach» en Borkum en julio. En el campeonato alemán de septiembre, Behlen/Schneider fueron eliminadas temprano después de dos derrotas.